# Georgia Cotton Pickers
I Georgia Cotton Pickers erano una jazz band dei primi anni del blues con alcuni dei migliori musicisti Atlanta blues.
Il gruppo comprendeva i fratelli chitarristi Charley Lincoln (anche noto come Laughing Charley) e Robert Hicks (noto come Barbecue Bob), i due armonicisti Eddie Mapp e Buddy Moss (quest'ultimo suonava anche la chitarra) e il chitarrista virtuoso Curley Weaver.
Tra il 1929 e il 1931 fecero una serie di registrazioni con l'etichetta QRS ad Atlanta. Nel 1931 i Georgia Cotton Pickers terminarono la loro attività con la morte di Barbecue Bob e l'assassinio di Eddie Mapp.
Più tardi ci fu un'altra band con lo stesso nome, messa insieme da Paul Howard, che suonava musica country.